# Пелорус

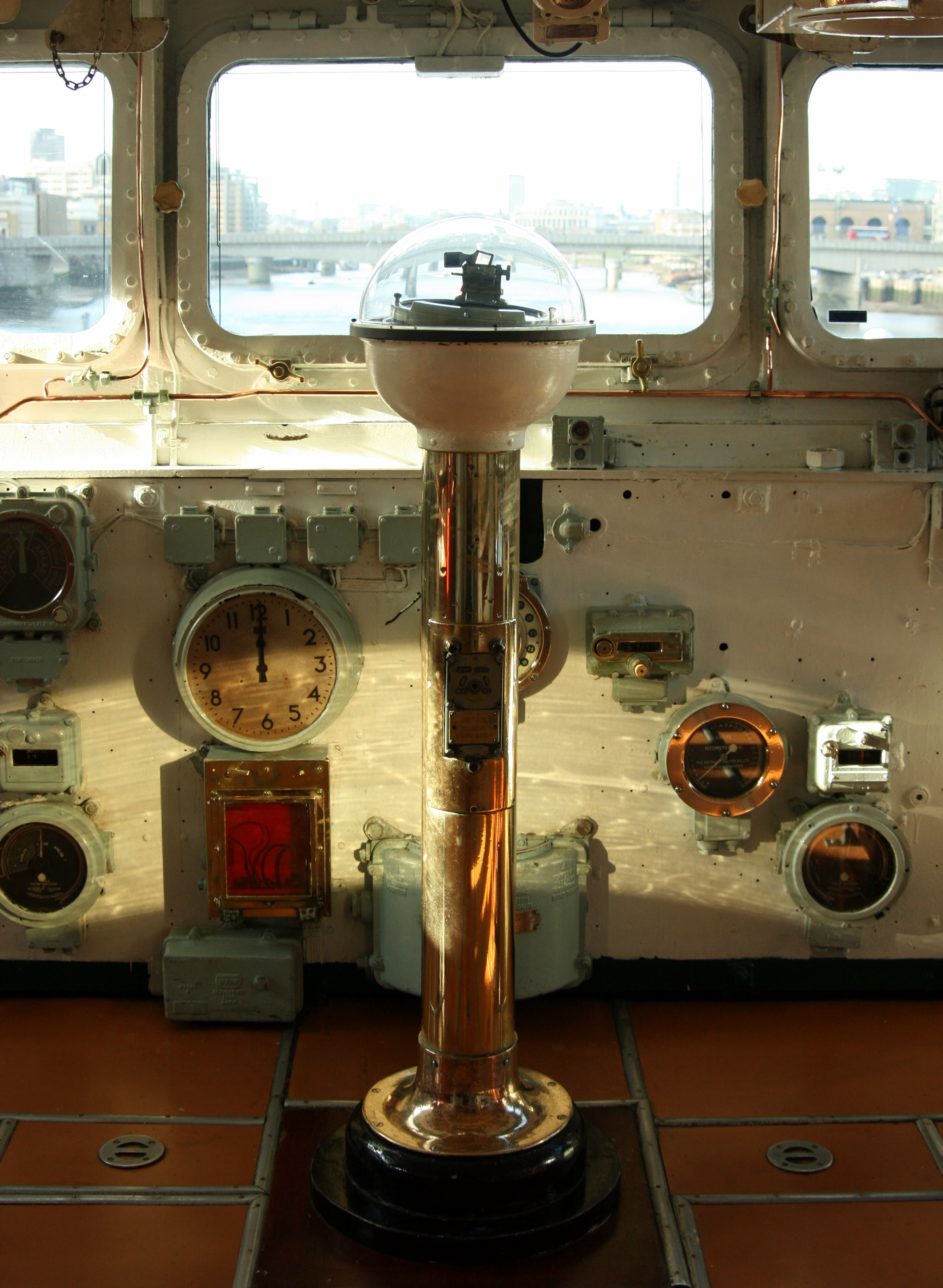
Пелорус корабля HMS Belfast

Пелорус — висока колонка (нактоуз) у вигляді металевої труби, на яку в кардановому підвісі встановлюється репітер суднового гірокомпаса. Сам репітер складається з герметичного котелка, механізму, що приводить в дію картушку, картушки, скляної кришки і лампочки для освітлення.
Сконструйований у середині XIX столітті британськими офіцерами, цей пристрій отримав назву на честь Пелора (лат. Pelorus, грец. Πέλωρος) — легендарного керманича Ганнібала, що був звинувачений в обмані і вбитий біля мису, теж названого його ім'ям (мис Пелоро або мис Фаро). Також словом pelorus у деяких мовах називають візуальний пеленгатор — компас з візиром для визначення пеленгів.
Пелорус дозволяє зробити незалежним від змін свого положення встановлений на ньому репітер. Крім того, в пелорусі можлива передустановка різних налаштувань, що дозволяють автоматично враховувати навігаційні помилки.
Пелорус або його аналог є обов'язковим елементом навігаційного обладнання судна. Встановлюється на відкритій палубі морських і річкових суден. Зазвичай розміщується на крилах містка і біля постів управління стерном.